# Борзов Микола Олександрович
Борзо́в Микола Олександрович (нар. 22 листопада 1891 — 29 серпня 1965) — радянський воєначальник,  генерал-лейтенант військ зв'язку (19.04.1945).

## Біографія
Народився в Москві в родині кравця. Росіянин.
У 1909 році закінчив Московське технічне училище і працював зв'язківцем в Управлінні московських телеграфів.

## Військова служба

### Перша світова війна
У лютому 1915 року був призваний в армію, на посаду польового телеграфного механіка при штабі Головнокомандувача арміями Південно-Західного фронту, брав участь в операціях російської армії на території України, Польщі та Австро-Угорщини, у тому числі був учасником наступу російських військ Південно-Західного фронту влітку 1916 року.

### Революція 1917 року і Громадянська війна
У березні 1917 року Борзов був обраний секретарем Центрального комітету телеграфно-телефонних техніків армій Південно-Західного фронту, потім очолив керівництво службою телеграфу Революційного комітету того ж фронту. У грудні 1917 добровільно вступив до Червоної гвардії, а в лютому 1918 року — в РСЧА.
В період Громадянської війни служив старшим телеграфним механіком при штабах 3-ї і 13-ї армій Південного фронту, з травня по жовтень 1920 року виконував обов'язки начальника зв'язку Південно-Західного фронту. Учасник радянсько-польської війни.

### Міжвоєнний період
В міжвоєнний період обіймав різні посади у військах зв'язку — начальник зв'язку Збройних сил України та Криму, Українського та Московського військових округів.
У 1924 році, після закінчення Військово-академічних курсів вищого командного складу РСЧА, призначений в Головне управління зв'язку Народного комісаріату оборони старшим помічником інспектора зв'язку штабу РСЧА.
У серпні 1931 направлений для подальшого проходження служби у Вищу військову електротехнічну школу комскладу Робітничо-селянської Червоної армії, служив в ній на посадах викладача, начальника Академічних курсів удосконалення вищого і старшого командного складу РСЧА, виконував обов'язки начальника командного факультету, начальника штабу академії, начальника оперативно-тактичного циклу, начальника табірного збору. У 1936 році Борзову присвоєне військове звання комбриг. З січня 1937 року — начальник кафедри служби зв'язку.

### Друга світова війна
У вересні-жовтні 1939 року брав участь у вторгненні СРСР до Польщі, потім — у радянсько-фінській війні в складі 9-ї армії.
4 червня 1940 року Борзову було присвоєне військове звання генерал-майор військ зв'язку. З серпня 1940 року — старший помічник генерал-інспектора Інспекції військ зв'язку Червоної армії.
На початку радянсько-німецької війни Борзов призначений начальником зв'язку штабу Головнокомандувача Південно-Західного напряму.
Влітку 1942 року, в період відходу радянських військ на південний схід, очолював війська зв'язку Південно-3ахідного, а потім Сталінградського фронтів.
Під час Курської битви керував вузлом зв'язку особливого призначення, який забезпечував зв'язок штабів фронтів зі Ставкою Верховного Головнокомандування. Після цього, будучи начальником зв'язку 2-го Білоруського фронту, організовував забезпечення зв'язку в ході Могильовсько-Мінської, Східно-Прусській і Східно-Померанській операціях.
За роки війни генерал-лейтенант Борзов був двічі контужений — в 1942 і 1944 роках — і один раз поранений.

### Післявоєнна кар'єра
Після війни працював начальником зв'язку Північної групи військ, Радянської військової адміністрації в Німеччині. З 1950 до 1953 року — Начальник Управління зв'язку Генерального штабу ЗС СРСР, з січня 1954 року — начальник відділу зв'язку Генштабу.
У 1956 році брав участь у придушенні Угорської революції, за що був нагороджений орденом Богдана Хмельницького I ступеня.
У листопаді 1957 року призначений заступником начальника зв'язку ЗС СРСР, а в грудні 1958 року — заступником начальника зв'язку Генштабу. З листопада 1960 року — заступник начальника Генерального штабу ЗС СРСР по зв'язку.
У грудні 1961 року за вислугою років звільнився з лав Радянської армії. Помер 29 серпня 1965 у Москві.

## Нагороди
- Орден Леніна (21.02.1945)
- Три ордена Червоного Прапора (06.11.1941, 03.11.1944, 1948)
- Орден Кутузова I ступеня (29.05.1945)
- Два ордени Богдана Хмельницького I ступеня (10.04.1945, 1956)
- Орден Вітчизняної війни I ступеня (29.07.1944)
- Орден Трудового Червоного Прапора (24.06.1948)
- Орден Червоної зірки (1940)
- Медаль «XX років Робітничо-Селянській Червоній Армії» (1938)
- Медаль «За оборону Одеси» (1945)
- Медаль «За оборону Севастополя» (1945)
- Медаль «За оборону Сталінграда» (1945)
- Медаль «За перемогу над Німеччиною у Великій Вітчизняній війні 1941—1945 рр.» (1945)
- Медаль «За взяття Кенігсберга» (1945)
- Медаль «За визволення Варшави» (1945)
- Орден «Хрест Грюнвальда» II ступеня ПНР, (1945)
- Медаль «За Одру, Нісу і Балтику» (ПНР, (1945)